# Медаль «За військову доблесть» (Казахстан)
Медаль «За військову доблесть» (каз. Жауынгерлік ерлігi үшін) — державна нагорода Республіки Казахстан, заснована на підставі Закону Республіки Казахстан «Про державні нагороди Республіки Казахстан» від 12 грудня 1995 року за № 2676.

## Положення про медаль
Медаллю нагороджуються військовослужбовці Збройних Сил, інших військ та військових формувань Республіки Казахстан, а також співробітники органів прокуратури, національної безпеки, внутрішніх справ та кримінально-виконавчої системи:
- за умілі, ініціативні та сміливі дії у бою, що сприяють успішному виконанню бойових завдань військовою частиною, підрозділом, а також у боротьбі зі злочинністю;
- за мужність, виявлену при захисті державного кордону;
- за досягнення під час проходження служби.

## Тип 1
Медаль має форму кола діаметром 34 мм.
У центрі кола розташована восьмигранна зірка, усередині зірки зображено щит, на ньому символи зброї. Назва медалі написана по колу, розмір літер — 3,5×3 мм.
Промені зірок, щит та символи зброї розташовуються на 1,5 мм вище над загальним колом.
Медаль виготовляється з латуні. Медаль за допомогою вушка і кільця з'єднується з колодкою п'ятикутної форми з латуні. Висота колодки — 30,5 мм, ширина — 34 мм з рамкою у верхній і нижній частинах.
Колодка обтягується муаровою стрічкою червоного кольору, у центрі розташована смуга зеленого кольору.

## Тип 2
Другий тип від першого відрізняється видом колодки та забарвленням стрічки: Медаль за допомогою вушка та кільця з'єднується із шестикутною колодкою 34 мм шириною та 50 мм заввишки, виготовленою з латуні. Колодка обтягнута муаровою стрічкою квасного кольору, у центрі якої дві смужки синього кольору завширшки 4 мм. Ширина муарової стрічки 34 мм. На зворотному боці колодки розташована шпилька, за допомогою якої медаль кріпиться до одягу.
Медаль виготовлена на Казахстанському монетному дворі в Усть-Каменогорську.